# 존 카디
존 로런스 카디(영어: John Lawrence Cardy IPA: [dʒɒn ˈlɔ.ɹəns ˈkɑː(ɹ)dɪ], 1947년 3월 19일 ~ )는 영국의 이론물리학자이다. 등각 장론에 기여하였고, 이는 이론적 통계역학과 응집물질물리학에 중요한 역할을 한다. 특히, 카디 엔트로피 공식을 발견하였다.

## 생애
1947년 3월 19일 잉글랜드에서 태어났다. 케임브리지 대학교에서 학부 및 대학원 과정을 마치고, 캘리포니아 대학교 샌타바버라에서 1977년 교수가 되었다. 1993년 옥스퍼드 대학교로 옮겼다.